# 高橋功
高橋 功（たかはし こう、昭和52年（1977年）11月6日 - ）は、日本のシンガーソングライター、山形県鶴岡市出身。

## 略歴
- 1977年、山形県鶴岡市に生れる。
- 1983年、クラシック・ピアノを始める。
- 1993年、学校法人羽黒学園・羽黒高等学校国際コースに入学。
- 1994年、1995年まで、アメリカジョージア州のキャス高校に留学する。
- 1996年、学校法人羽黒学園・羽黒高等学校国際コースを卒業。
  - 京都外国語大学外国語学部フランス語学科に入学。
- 1998年、1999年まで、フランスのフランシュ・コンテ大学に留学する。
- 2000年、京都外国語大学外国語学部フランス語学科卒業。
- 2002年、吉祥寺STAR PINE'S CAFE、南青山MANDALAなどでライヴ活動を開始する。
- 2004年、ファースト・アルバム『記憶の森へ』リリース
- 2005年、オムニバス・カバー・アルバム『昭和Vol.3』リリース
- 2006年、庄内発トラベルイメージソング『旅にでませんか』リリース
- 2007年、セカンド・アルバム『PRISM』リリース
- 2023年、アルバム『機微』配信リリース

## 著作物

### アルバム
- 記憶の森へ（2004年）
- PRISM（2007年）
- 機微（2023年）※配信のみ

### シングル
- 塩水（2010年）
  - 3曲入りマキシシングル
  - ライブ会場限定販売
  - iTunesで配信

### 企画CD
- 昭和 Vol.3（2005年）
  - 浅野孝已（ゴダイゴ）プロデュースによるカバーアルバム
- 旅にでませんか（2006年）
  - 庄内浜トラベルイメージソングとして、テレビCMにも起用される